# 줄탁동시
"줄탁동시"는 2012년에 개봉한 대한민국의 영화이다.

## 캐스팅
- 이바울 : 준 역
- 염현준  : 현 역
- 김새벽 : 순희 역
- 임형국 : 성훈 역
- 김정석 : 병석 역
- 소희정 : 숙인 역
- 손인용 : 모텔남자 / 복면남자 역
- 심휘 : 노동청여직원 / 모텔여 역
- 이승민 : 종로공익 역
- 서민경 : 전단지아주머니 역
- 고동소 : 황포돛배노인 역
- 최장원 : 영어교사 역
- 김창환 : 전단지소년 역
- 정건영 : 옥수동추격남 역
- 김도현 : 노래방남자 역
- 오희준 : 배달남 역
- 노계연 : 노파 역
- 박남 : 거리청소년들 역
- 윤두영 : 거리청소년들 역
- 오유현 : 거리청소년들 역
- 김지원 : 주유소손님 역